# Vittoria di Borbone-Francia
Vittoria Luisa Maria Teresa di Francia, detta Madame Quatrième e poi Madame Victoire (Versailles, 11 maggio 1733 – Trieste, 7 giugno 1799), fu una principessa di Francia, fra le donne più influenti durante il regno di suo padre Luigi XV e di suo nipote Luigi XVI.

## Biografia

### L'infanzia
Era figlia del re Luigi XV di Francia e della regina Maria Leszczyńska di Polonia: in quanto quinta figlia femmina della coppia reale fu detta Madame Quatrième. Mentre le sue tre sorelle maggiori crebbero e terminarono la loro istruzione a Versailles, lei e le altre furono mandate presso l'Abbazia di Fontevraud nel 1738 per essere allevate.

### Vita a Versailles
Quando Mozart si trasferì in Francia, Vittoria ne divenne la protettrice ed egli, in segno di gratitudine, le dedicò alcune sonate per pianoforte.
Il futuro Luigi XVI di Francia, rimasto prematuramente orfano di madre, era particolarmente legato alle zie paterne, che considerava delle vice-madri. A loro volta le zie davano appoggio e protezione al timido ed impacciato nipote, mentre non mostrarono invece mai alcuna simpatia per la moglie Maria Antonietta, che chiamavano, in modo dispregiativo, "l'Austriaca".
Come le sorelle Adelaide e Sofia Filippina di Borbone-Francia, non si sposò mai e visse alla corte di Versailles fino allo scoppio della rivoluzione francese.
Anche lei, come le sorelle e altri membri della famiglia, soffriva di una forma di obesità congenita.

### La fuga a Roma
Nell'ottobre 1789 la famiglia reale venne costretta a spostarsi nel Palazzo delle Tuileries a Parigi.
Vittoria Luisa e la sorella Adelaide erano le uniche figlie ancora in vita di Luigi XV. Religiosissime e rigide all'etichetta anche fuori dalle mura di Versailles, rifiutarono la prospettiva di ricevere il 24 aprile 1791 la comunione pasquale dalle mani di un prete giurato. Decisero quindi di partire per Roma, il 19 febbraio 1791. Questa decisione, dettata da un motivo strettamente religioso, si rivelò in seguito vitale: le due dame infatti, al contrario dei famigliari e di tanti altri nobili rimasti in Francia, non vissero l'angoscia per la propria sorte e scamparono alle condanne a morte.
Ciò nondimeno, le vite condotte da Vittoria e Adelaide lontano dal loro castello di Bellevue non furono assolutamente tranquille, a iniziare dal viaggio intrapreso per raggiungere Roma che fu disastroso, non solo per le ovvie condizioni delle strade dell'epoca, ma anche per le avversità atmosferiche incontrate e, soprattutto (nonostante la presenza di una scorta di trentatré soldati) per i tentativi di aggressione che entrambe dovettero subire a opera di rivoluzionari i quali, ritenendo illegittimo il loro espatrio, volevano trascinarle davanti ai tribunali del popolo. Durante il suddetto trasferimento furono, infatti, bloccate ad Arnay le Duc e trattenute in carcere con il pretesto di aver esibito alle autorità dei passaporti non validi.
Liberate dopo pochi giorni a seguito di autorizzazione dell'Assemblea Nazionale (sollecitata dall'intervento di Mirabeau), raggiunsero Roma nel mese di aprile del 1791. La permanenza nella capitale del papato durò fino al 1796, anno in cui, per sfuggire all'avanzata napoleonica nella penisola italiana, si trasferirono a Caserta (sotto la protezione del re Ferdinando IV di Napoli e della regina Maria Carolina). Da qui, nel dicembre del 1798, sempre nel timore dell'avanzata napoleonica e della situazione in cui versava lo Stato napoletano dopo l'avvento della Repubblica Partenopea (subentrata alla monarchia borbonica), fuggirono ancora per raggiungere (nel febbraio del 1799) dopo molte peripezie, il porto di Brindisi. Essendo questa città in mano ai giacobini, alle due principesse non fu consentito di mettere piede sulla terra ferma, per cui esse dovettero restare per circa un mese a bordo di un barcone ancorato al largo.
Finalmente, nei primi giorni di marzo del 1799, trovarono un imbarco su una nave russa con destinazione Trieste. Qualche giorno prima della partenza misero a disposizione il loro prestigio di principesse reali per avallare una sorta di "mascherata" [nota 2] messa in atto da alcuni avventurieri/insorgenti intenzionati a raccogliere consensi tra la popolazione al fine di organizzare al meglio le ribellioni contro i governi giacobini che tentavano di prendere piede nella Terra d'Otranto.

### La morte
Non fece mai ritorno nella terra natale e viaggiò, esiliata, per l'Italia. Malata di cancro, morì a Trieste nel 1799. La sorella Adelaide morì l'anno dopo, anche lei a Trieste. I loro corpi tornarono in Francia, anni dopo, sotto il regno del nipote Luigi XVIII di Francia e trovarono riposo presso l'Abbazia di Saint-Denis.

## Ascendenza
|                           |                   |                                         | Genitori                               |  |  | Nonni |  |  | Bisnonni               |  |  | Trisnonni            |  |
|                           |                   |                                         |                                        |  |  |       |  |  | Luigi, il Gran Delfino |  |  | Luigi XIV di Francia |  |
|                           |                   |                                         |                                        |  |  |       |  |  | Luigi, il Gran Delfino |  |  | Luigi XIV di Francia |  |
|                           |                   | Infanta Maria Teresa                    |                                        |  |  |       |  |  | Luigi, il Gran Delfino |  |  |                      |  |
| Luigi, duca di Borgogna   |                   |                                         |                                        |  |  |       |  |  | Luigi, il Gran Delfino |  |  |                      |  |
|                           |                   | Duchessa Maria Anna Vittoria di Baviera | Ferdinando Maria, Elettore di Baviera  |  |  |       |  |  |                        |  |  |                      |  |
|                           |                   | Duchessa Maria Anna Vittoria di Baviera | Ferdinando Maria, Elettore di Baviera  |  |  |       |  |  |                        |  |  |                      |  |
|                           |                   | Duchessa Maria Anna Vittoria di Baviera | Enrichetta Adelaide di Savoia          |  |  |       |  |  |                        |  |  |                      |  |
| Luigi XV di Francia       |                   | Duchessa Maria Anna Vittoria di Baviera |                                        |  |  |       |  |  |                        |  |  |                      |  |
|                           |                   | Vittorio Amedeo II di Sardegna          | Carlo Emanuele II, Duca di Savoia      |  |  |       |  |  |                        |  |  |                      |  |
|                           |                   | Vittorio Amedeo II di Sardegna          | Carlo Emanuele II, Duca di Savoia      |  |  |       |  |  |                        |  |  |                      |  |
|                           |                   | Vittorio Amedeo II di Sardegna          | Maria Giovanna Battista di Savoia      |  |  |       |  |  |                        |  |  |                      |  |
| Maria Adelaide di Savoia  |                   | Vittorio Amedeo II di Sardegna          |                                        |  |  |       |  |  |                        |  |  |                      |  |
|                           |                   | Anna Maria d'Orléans                    | Filippo di Francia, duca d'Orléans     |  |  |       |  |  |                        |  |  |                      |  |
|                           |                   | Anna Maria d'Orléans                    | Filippo di Francia, duca d'Orléans     |  |  |       |  |  |                        |  |  |                      |  |
|                           |                   | Anna Maria d'Orléans                    | Principessa Enrichetta d'Inghilterra   |  |  |       |  |  |                        |  |  |                      |  |
| Vittoria Luisa di Francia |                   | Anna Maria d'Orléans                    |                                        |  |  |       |  |  |                        |  |  |                      |  |
|                           | Rafał Leszczyński | Bogusław Leszczyński                    |                                        |  |  |       |  |  |                        |  |  |                      |  |
|                           | Rafał Leszczyński | Bogusław Leszczyński                    |                                        |  |  |       |  |  |                        |  |  |                      |  |
|                           | Rafał Leszczyński | Contessa Anna von Dönhoff               |                                        |  |  |       |  |  |                        |  |  |                      |  |
| Stanislao Leszczyński     | Rafał Leszczyński |                                         |                                        |  |  |       |  |  |                        |  |  |                      |  |
|                           |                   | Anna Jablonowska                        | Principe Stanisław Jan Jabłonowski     |  |  |       |  |  |                        |  |  |                      |  |
|                           |                   | Anna Jablonowska                        | Principe Stanisław Jan Jabłonowski     |  |  |       |  |  |                        |  |  |                      |  |
|                           |                   | Anna Jablonowska                        | Contessa Marianna Kazanowska           |  |  |       |  |  |                        |  |  |                      |  |
| Maria Leszczyńska         |                   | Anna Jablonowska                        |                                        |  |  |       |  |  |                        |  |  |                      |  |
|                           |                   | Jan Karol Opalinski                     | Conte Krzysztof Opaliński              |  |  |       |  |  |                        |  |  |                      |  |
|                           |                   | Jan Karol Opalinski                     | Conte Krzysztof Opaliński              |  |  |       |  |  |                        |  |  |                      |  |
|                           |                   | Jan Karol Opalinski                     | Contessa Teresa Konstancya Czarnkowska |  |  |       |  |  |                        |  |  |                      |  |
| Caterina Opalińska        |                   | Jan Karol Opalinski                     |                                        |  |  |       |  |  |                        |  |  |                      |  |
|                           |                   | Zofia Czarnkowska                       | Conte Adam-Uryel Czarnkowski           |  |  |       |  |  |                        |  |  |                      |  |
|                           |                   | Zofia Czarnkowska                       | Conte Adam-Uryel Czarnkowski           |  |  |       |  |  |                        |  |  |                      |  |
|                           |                   | Zofia Czarnkowska                       | Contessa Teresa Zaleska                |  |  |       |  |  |                        |  |  |                      |  |
|                           |                   | Zofia Czarnkowska                       |                                        |  |  |       |  |  |                        |  |  |                      |  |